# Stefan Beukema
Stefan Beukema (5 juli 1996) is een Belgische schaker. Sinds december 2015 is hij een internationaal meester (IM). Zijn hoogste FIDE-rating is 2403 (oktober 2018). In clubverband speelt hij voor de Stukkenjagers in de meesterklasse schaken. 
In 2008 werd Beukema Nederlands Kampioen bij de D-jeugd.  In 2010 werd hij Europees Kampioen bij de U14-jeugd.  Beukema is viervoudig Belgisch jeugdkampioen in 2011, 2012, 2015 en 2016.